# Ultimo antenato comune
In genetica, l'antenato comune più recente (in inglese Most Recent Common Ancestor o MRCA) di un certo insieme di organismi è il progenitore da cui tutti gli organismi del gruppo sono discendenti diretti. Il termine viene spesso applicato alla genealogia umana.
L'acronimo MRCA viene solitamente usato per descrivere un antenato comune di individui all'interno di una specie; può anche essere usato per descrivere un antenato comune tra le specie. Per evitare confusione, l'antenato comune tra le specie viene talvolta denominato ultimo antenato comune (LCA) o l'equivalente coancestor, termine che viene impiegato al posto di MRCA quando si parla di coalescenza tra le specie.
L'MRCA può anche identificare un antenato comune tra un insieme di organismi attraverso percorsi specifici del gene, come ad esempio nelle indagini sull'Eva mitocondriale.

## Ultimo antenato comune del genere umano
Il più famoso LCA è il cosiddetto "collegamento mancante", forma transizionale dell'antenato comune più recente del genere Pan e Homo, ovvero gli scimpanzé e gli esseri umani, indicato spesso come CHLCA.
Lungo la linea degli ominidi si sono avute molte ramificazioni, che hanno condotto, per esempio, all'Australopithecus africanus, Homo erectus e Homo neanderthalensis. Sebbene ogni specie abbia un suo ultimo antenato comune, il dibattito scientifico è attualmente maggiormente indirizzato verso la ramificazione dell'uomo moderno da Homo sapiens arcaico (adesso estinto).
I fautori dell'ipotesi multiregionale posizionerebbero l'ultimo antenato comune dell'umanità ad un tempo risalente a due milioni di anni fa, pensando ad una forma precoce dell'Homo erectus. Al giorno d'oggi, tuttavia, si considera che l'ultimo antenato comune sia nato più recentemente, probabilmente in Africa, tra i 100 000 ed i 40 000 anni fa. La sua discendenza poi si è diffusa sulla Terra da lì, prendendo il posto di tutti gli altri tipi di ominidi.

## LCA di due specie

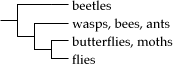
Questo cladogramma mostra che l'LCA di scarafaggio e mosca è più antico dell'LCA di tarme e mosche. Non indica, comunque, quale branca rappresenti l'originale linea e quale rappresenti la branca della specie.

Più antico è l'Ultimo antenato comune di due specie, più lontanamente imparentate queste potrebbero essere. 
L'LCA di un elefante e di un lombrico, per esempio, è vissuto 2 miliardi di anni fa. L'LCA di due specie più simili, l'elefante e il tirannosauro, è vissuto 300 milioni di anni fa. L'LCA di un elefante e di un mammuth lanoso, due specie strettamente imparentate, visse solo sette milioni di anni fa.